# Liverpool Echo
Le Liverpool Echo est un quotidien britannique. Il est fondé en 1879.